# طواف كولومبيا 2009
طواف كولومبيا 2009 هو سباق دراجات هوائية أقيم بتاريخ يونيو 6 – يونيو 21، تكون السباق من 14 مرحلة وامتدّ لمسافة 1881.3 كم بسرعة 43.1106 كم/س، استغرق السباق 43 ساعة 37 دقيقة 55 ثانية.